# Пумпа
Пумпа је механички уређај који покреће пумпани флуид (течност) са нижег нивоа на виши ниво (у смислу геодезијског нивоа) путем промене енергије флуида унутар саме пумпе (промена кинетичке и притисне енергије флуида који се транспортује).
Пумпа предаје механичку енергију коју добија од погонског мотора (електромотор, парна турбина, ...) флуиду. Она транспортује течности са подручја нижег у подручје вишег притиска.

## Историја
Првом пумпом се сматра Архимедов завртањ из трећег века пре нове ере који се у Асирији употребљавао чак четири века, иако су вероватно прве пумпе настале у Месопотамији и Старом Египту за потребе наводњавања.
Око првог века пре нове ере, по Кини се нагло почела производити тзв. Кинеска ланчана пумпа. Она се састојала од низа правоугаоних плочица и подсећа на данашње елеваторе за кукуруз, јер се у плочицама задржавала вода, земља или песак, пумпа се окретала и материјал из ње се могао подићи и до на 5 метара висине.
У 13. веку, Ал-Јазари је описао и нацртао различите типове пумпи, као што су: линеарне клипне пумпе, дворадне пумпе с усисним цевима, пумпе с клиповима и друге.
Прва успешна пумпа која је радила на парни погон настала је 1698. године. Коришћена је за испумпавање воде из рударских бушотина. Сам конструктор, Енглез Томас Савери навео је да је његова пумпа с лакоћом подизала воду и до 24 метара висине. Због тада слабих конструкција судова под притиском, на висинама изнад 6-7 метара дешавале су се експлозије, па је и њено коришћење било врло ограниченије.
За почетак развоја модерних пумпи сматра се проналазак парне машине. Након тог открића, следило је откриће електричне енергије и електромотора, након чега су се димензије пумпи драстично смањиле. Захваљујући релативно једноставном транспорту и доступности енергије, пумпе су постале широко примењиване на различитим местима.

## Подела
Пумпе се могу поделити на:
- динамичке пумпе - течности се преносе дејством сила у простору који је непрекидно повезан са усисним и цевоводима за притисак
- запреминске пумпе - течности се преносе периодичним променама запремине простора у ком се налазе, који се у одређеним тренуцима и наизменично повезује са усисним и цевоводима за притисак

У зависности од тога у ком смеру је потребно да пумпају течност, пумпе се деле на:
- пумпе за довод и
- пумпе за одвод[3]

Најраспрострањенија пумпа за довод течности је центрифугална пумпа, која је врста динамичких пумпи. Центрифугалне пумпе се деле у зависности од точка на: центрифугалне пумпе са радијалним, аксијалним и дијагоналним точком. За одвод се најчешће користе запреминске пумпе, од чега највише пужне пумпе.
У општем смислу, пумпе се најчешће класификују према специфичној брзини. Специфична брзина пумпе се дефинише као брзина идеалне пумпе геометријски сличне стварној пумпи, која ће с том брзином у погону подићи јединични волумен у јединици времена кроз јединицу добавне висине.
Тако према специфичној брзини и правцу струјања флуида у самој машини разликујемо три врсте пумпи:

### Пумпе с аксијалним током воде
Течност улази у радно коло и излази из њега аксијално. За аксијалне машине карактеристичан је пролаз флуида кроз радно коло у правцу који је паралелан са осом обртања. Ове машине у односу на остале турбомашине постижу веће протоке, али је предата количина енергије јединици масе флуида мања.
Радно коло оваквих пумпи је обликовано попут пропелера, па се ове пумпе често називају и пропелерним пумпама. Радно коло може бити опремљено подесивим крилцима код којих се нагиб мења у сврху постизања различитих добавних количина или смањења почетног обртног момента. Користе се првенствено за пумпање већих количина воде на мање висине, а скоро увек су у вертикалном положају.

### Пумпе с дијагоналним током воде
Пумпе с дијагоналним током воде се називају и радиаксијалне пумпе, јер течност улази у радно коло аксијално, а испушта се у смеру који је између радијалног и аксијалног. Радиаксијалне хидрауличне машине су по конструкцији комбинација радијалних и аксијалних машина. Код ових машина флуид се креће и у правцу осе обртања и радијално у односу на тај правац.
До тражене висине течност стиже захваљујући комбинацији силе подизања и центрифугалне силе. Пут воде кроз радно коло је под углом мањим од 90°. Ове пумпе се могу конструисати као вишестепене, ако постоји потреба за вишим подизањем воде. Слично аксијалним пумпама, вода може улазити и излазити аксијално из пумпе, или се радно коло може сместити у спирално кућиште, па тада вода из пумпе излази радијално. Овај тип пумпе користи се за мале капацитете или за велике капацитете где спирално кућиште омогућава рад с мањим висинама.

### Радијалне центрифугалне пумпе
Код радијалних машина, кретање флуида је усмерено од осе обртања ка периферији радног кола. У овим машинама предаје се већа количина енергије јединици масе флуида, али се постижу мањи протоци у односу на остале турбомашине.
Притисак који је потребан у радном колу ових пумпи се производи само центрифугалним силама. Вода се креће под нормалним углом у односу на осовину пумпе. Посебне конструкције таквих пумпи имају незачепљива радна кола па су погодне за пумпање отпадних вода. Овај тип пумпе се користи за мале добавне количине и у случајевима кад је пожељна сува уградња.

## Погон
Пумпе се покрећу на разне начине. У почетку су биле покретане ручно или снагом теглећих животиња. Данас већину покрећу електромоторни погон или погон мотором са унутрашњим сагоревањем. Иако ређе, постоје и пумпе покретане ветрењачом.

## Употреба
Поред електромотора, пумпе су данас најчешће употребљаване машине. Примењене су у различитим технолошким конструкцијама, како у фабрикама и већим постројењима, тако и у скоро сваком домаћинству. Најпознатије примене пумпи у домаћинству су код веш машина које им служе да би воду из уређаја избаците напоље, у систему довода питке воде у домаћинства, у систему канализације. Сваки аутомобил, брод, авион, има пумпе. То су пумпе расхладне воде, пумпе уља, пумпе горива, пумпе серво уређаја, итд.
Велики број индустријских погона има пумпе које служе за разне намене. У пољопривреди се користе пумпе за наводњавање, у рударству пумпе за црпљење воде из рудника, итд.

### Пумпе јавног водовода
Једна врста пумпе која је некада била уобичајена широм света била је пумпа за воду на ручни погон, или „пумпа за врч“. Обично је била постављена над заједничким бунаром за воду у време пре снабдевања водом цевоводима.
У деловима Британских острва често се звала парохијска пумпа. Иако такве пумпе у заједници више нису уобичајене, људи и даље користе израз парохијска пумпа за описивање места или форум на којем се расправља о питањима од локалног интереса.

## Минимална заштита протока
Већина великих пумпи има захтев за минималним проток испод којег се пумпа може оштетити прегревањем, хабањем радног кола, вибрацијама, кваром заптивке, оштећењем погонског вратила или лошим перформансама. Систем заштите минималног протока осигурава да пумпа не ради испод минималног протока. Систем штити пумпу чак и ако је искључена или неактивна, односно ако је испусни вод потпуно затворен.
Најједноставнији систем минималног протока је цев која иде од потисног вода пумпе назад до усисног вода. Овај вод је опремљен са плочом која има отвор такве величине да омогући минимални проток пумпе да прође. Аранжман осигурава одржавање минималног протока, иако је расипан, јер рециклира течност чак и када проток кроз пумпу премашује минимални проток.
Софистициранији, али скупљи систем (погледајте дијаграм) садржи уређај за мерење протока (FE) при пражњењу пумпе који даје сигнал у контролер протока (FIC) који активира вентил за контролу протока (FCV) у линији за рециклажу. Ако измерени проток премашује минимални проток, FCV се затвара. Ако измерени проток падне испод минималног протока, FCV се отвара да одржи минимални проток.
Како се течности рециклирају, кинетичка енергија пумпе повећава температуру течности. За многе пумпе ова додатна топлотна енергија се расипа кроз цевовод. Међутим, за велике индустријске пумпе, као што су пумпе за цевоводе за нафту, у рециклажној линији је обезбеђен хладњак за рециклажу за хлађење флуида до нормалне температуре усисавања. Алтернативно, рециклирани флуиди се могу вратити узводно од хладњака за експорт у рафинерију нафте, нафтни терминал или инсталацију на мору.